# Octuor pour instruments à vent

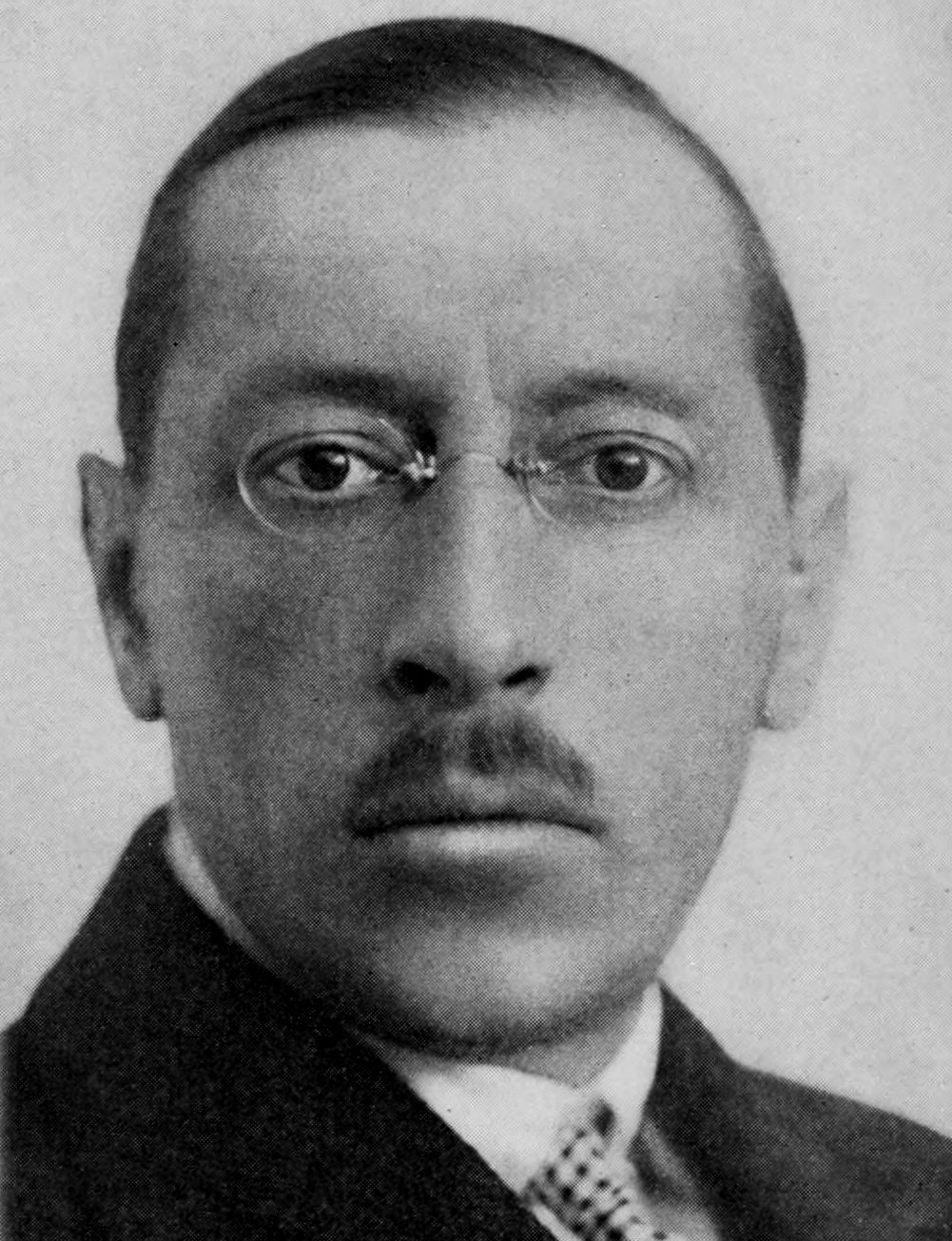
Igor Stravinsky

L’Octuor pour instruments à vent (W 51) pour flûte, clarinette, deux bassons, deux trompettes, deux trombones, est un octuor d'Igor Stravinsky. Composé en 1922-23, il fut créé le 18 octobre 1923 à l'Opéra de Paris aux concerts Koussevitsky sous la direction du compositeur. Il devait déclarer à propos de sa partition : « mon octuor est un pur objet sonore […] la forme dans ma musique provient directement du contrepoint ».

## Analyse de l'œuvre
1. Sinfonia : Lento - Allegro moderato
2. Tema con variazioni: Andantino
3. Finale : Tempo giusto

La durée d'exécution est d'environ 16 minutes.